# Onthophagus burchelli
Onthophagus burchelli là một loài bọ cánh cứng trong họ Bọ hung (Scarabaeidae).